# José Ricardo Vázquez
José Ricardo Vázquez (ur. 7 grudnia 1940 w San Martín) – argentyński piłkarz, grający podczas kariery na pozycji środkowego obrońcy.

## Kariera klubowa
José Vázquez rozpoczął karierę w drugoligowym klubie Chacarita Juniors w 1959. W tym samym roku awansował z Chacarita Juniors do Primera División. W 1965 przeszedł do Racing Club de Avellaneda. W latach 1966–1967 był zawodnikiem pierwszoligowej Atlanty Buenos Aires. Ogółem w latach 1960-1967 rozegrał w lidze argentyńskiej 136 meczów, w których strzelił bramkę.

## Kariera reprezentacyjna
W reprezentacji Argentyny Vázquez zadebiutował 10 marca 1963 w wygranym 4-2 meczu z Kolumbią w Mistrzostwach Ameryki Południowej. Na turnieju w Boliwii Argentyna zajęła trzecie miejsce. Na turnieju wystąpił we pięciu meczach z Kolumbią, Peru, Ekwadorem, Brazylią i Boliwią. Ostatnim raz w reprezentacji wystąpił 8 grudnia 1964 w wygranym 8-1 meczu w Copa Rosa Chevallier z Paragwajem. 
Ogółem w barwach albicelestes wystąpił w 11 meczach.
W 1959 z olimpijską reprezentacją Argentyny Vázquez uczestniczył w Igrzyskach Panamerykańskich, na których Argentyna zdobyła złoty medal. Na turnieju w Chicago Vázquez wystąpił we wszystkich sześciu meczach z USA Meksykiem, Haiti, Kostaryką, Kubą i Brazylią.
| Mecze i gole w reprezentacji | Mecze i gole w reprezentacji | Mecze i gole w reprezentacji | Mecze i gole w reprezentacji | Mecze i gole w reprezentacji | Mecze i gole w reprezentacji | Mecze i gole w reprezentacji |
| #                            | Data                         | Miasto                       | Przeciwnik                   | Gol                          | Wynik                        | Rozgrywki                    |
| ---------------------------- | ---------------------------- | ---------------------------- | ---------------------------- | ---------------------------- | ---------------------------- | ---------------------------- |
| 1.                           | 10.03.1963                   | Cochabamba                   | Kolumbia                     |                              | 4:2                          | Copa América                 |
| 2.                           | 13.03.1963                   | Cochabamba                   | Peru                         |                              | 1:2                          | Copa América                 |
| 3.                           | 20.03.1963                   | Cochabamba                   | Ekwador                      |                              | 4:2                          | Copa América                 |
| 4.                           | 24.03.1963                   | La Paz                       | Brazylia                     |                              | 3:0                          | Copa América                 |
| 5.                           | 28.03.1963                   | La Paz                       | Boliwia                      |                              | 2:3                          | Copa América                 |
| 6.                           | 13.03.1963                   | São Paulo                    | Brazylia                     |                              | 3:2                          | Copa Julio Roca              |
| 7.                           | 16.03.1963                   | Rio de Janeiro               | Brazylia                     |                              | 2:5                          | Copa Julio Roca              |
| 8.                           | 24.09.1964                   | Buenos Aires                 | Chile                        |                              | 5:0                          | Copa Carlos Dittborn         |
| 9.                           | 14.10.1964                   | Santiago                     | Chile                        |                              | 1:1                          | Copa Carlos Dittborn         |
| 10.                          | 25.11.1964                   | Asunción                     | Paragwaj                     |                              | 0:3                          | Copa Rosa Chevallier         |
| 11.                          | 08.12.1964                   | Asunción                     | Paragwaj                     |                              | 8:1                          | Copa Rosa Chevallier         |